# HMS Eskimo (F75)
L'HMS Eskimo (pennant number L75, F75 e poi G75), seconda nave da guerra britannica a portare questo nome, è stato un cacciatorpediniere classe Tribal della Royal Navy. Impostato il 5 agosto 1936 nei cantieri Vickers-Armstrongs di Newcastle venne varato il 3 settembre 1937 ed entrò in servizio il 30 dicembre 1938. Ebbe un vasto impiego durante la seconda guerra mondiale.

## Servizio
Assegnato inizialmente alla Home Fleet, il 13 aprile 1940 partecipò alla seconda battaglia di Narvik: danneggiò con un siluro il cacciatorpediniere tedesco Herman Künne e mise a segno diversi colpi sul Hans Lüdemann. Durante il combattimento venne però colpito da un siluro del Georg Thiele che distrusse completamente la prua. Dopo alcune riparazioni sommarie in Norvegia, tornò a Newcastle per essere ricostruita.
Dal marzo al settembre 1942 scortò i convogli diretti in Unione Sovietica e supportò gli sbarchi alleati in Nord Africa nel novembre 1942. 
Durante lo Sbarco in Sicilia, fu danneggiato da due bombardieri Junkers Ju 87 tedeschi e tornò in Inghilterra (venendo rimorchiato dalla Tartar) per le riparazioni (venne anche potenziato l'armamento antiaereo).
Il 24 giugno 1944, assieme al cacciatorpediniere HMCS Haida, affondò il sottomarino U-971 a nord di Brest e, il 13 luglio, ingaggiò con la HMCS Huron una squadra tedesca composta dai pescherecci armati Carl Röver, Claus Bolten e dal dragamine M 4611 nel Canale della Manica (la Bolten e la M 4611 furono affondate mentre la Röver riuscì a scappare gravemente danneggiata). Durante la battaglia, la Eskimo fu leggermente danneggiata dai colpi della Carl Röver. Durante gli ultimi giorni della guerra, operò in Estremo Oriente.
Nel gennaio 1945, l'Eskimo fu assegnato alla Eastern Fleet, arrivando attraverso il mar Mediterraneo e l'Oceano Indiano alla base di Trincomalee a Ceylon il 7 febbraio. Il 18 febbraio fornì supporto di fuoco per gli sbarchi a Letpan, in Birmania (Operazione Torretta). Il 27 marzo bombardò Pagoda Point, in Birmania, con la HMS Roebuck, e il 28 marzo prese parte ad un raid diversivo su Gwa, in Birmania. Alla fine di aprile del 1945 sostenne lo sbarco a Rangoon (Operazione Dracula), continuando poi ad operare nell'area nel mese di maggio. Il 5 giugno, come parte del Gruppo 65, cercò navi giapponesi tra le isole Nicobare e Sabang (Operazione Irregolare). Il 12 giugno prese parte all'affondamento della Kuroshiyo Maru No.2 e del cacciasommergibile No. 57 al largo di Sumatra. Il 15 giugno tornò a Trincomalee.
Dal 2 luglio, scortò le portaerei di scorta HMS Ameer e Emperor (Gruppo 61) con la HMS Roebuck e la HMS Vigilant, coprendo gli approcci di sminamento allo Stretto di Malacca (Operazione Collie). Il 7 luglio bombardò Nancowry con le navi del Gruppo 61 prima di tornare a Trincomalee il 13 luglio. Fu quindi ritirata per le riparazioni a Durban, che durarono dal 10 agosto all'ottobre 1945.
Dopo la fine della guerra, l'Eskimo tornò nel Regno Unito l'8 novembre 1945 e fu posto in riserva a Chatham. Nel febbraio 1946 fu ritirata dal servizio attivo e servì come pontone per gli equipaggi dei dragamine a Queenborough. Nel novembre 1947 fu radiata ad Harwich e infine radiata dalla Navy List e venduta per essere demolita alla West of Scotland Shipbreakers a Troon, dove arrivò il 27 giugno 1949.

## Collezioni museali
La campana dell'Eskimo fa parte della collezione del National Maritime Museum. L'Imperial War Museum conserva una serie di materiali relativi all'Eskimo, tra cui fotografie, filmati e un acquerello ufficialmente commissionato da Vivian Pitchforth. Il National Museum of the Royal Navy conserva un modello dettagliato della nave, costruito dal comandante John West che aveva prestato servizio sull'Eskimo come ufficiale di navigazione a Narvik.
Il suo gagliardetto e il suo stemma sono in mostra nella chiesa di St Clares a Newton Aycliffe, nella contea di Durham.